# 湯原県
湯原県（とうげん-けん）は中華人民共和国黒竜江省ジャムス市に位置する県。県人民政府の所在地は湯原鎮。

## 歴史
1905年（光緒31年）、清朝により設置された。

## 行政区画
4鎮、6郷を管轄：
- 鎮：湯原鎮、香蘭鎮、鶴立鎮、竹簾鎮
- 郷：湯旺郷、勝利郷、吉祥郷、振興郷、太平川郷、永発郷

## 交通

### 鉄道
- 中国国家鉄路集団
  - 中国鉄路ハルビン局集団公司
    - 綏佳線（綏化方面）- 香蘭駅（中国語版） - 湯原駅 -（ジャムス方面）
    - 鶴崗線（ジャムス方面）- 鶴立駅（中国語版） -（鶴崗方面）

### 道路
- 高速道路
  - 鶴大高速道路
- 国道
  -  G201国道

## 健康・医療・衛生
- 湯原県中心医院